# Discharge (album)
Pour le groupe, voir Discharge.
Albums de Discharge
Shootin' Up The World Disensitise
Discharge est le sixième album studio du groupe de punk hardcore britannique Discharge.
Sorti en 2002 sur le label Sanctuary Records, il s'agit du disque de la reformation du line-up classique de Discharge.
Kelvin Morris refusera d'assurer la promotion de cet album et de tourner avec le groupe. Il sera remplacé pour l'occasion par Anthony Martin, alias Rat, chanteur du groupe The Varukers.
Dans ses sonorités, cet album revient aux fondamentaux du groupe, à savoir un punk hardcore proche du crust punk.[réf. nécessaire] Les sonorités thrash metal de la période 1991-1993, très critiquées par les fans de la première heure, n'ont cependant pas disparu et sont encore assez présentes.

## Liste des titres
1. You Deserve Me - 1:55
2. Almost Alive - 2:15
3. Corpse Of Decadence - 2:19
4. Trust'Em - 1:49
5. M.A.D - 1:52
6. Accessories By Molotov - 2:20
7. Into Darkness - 2:02
8. Hype Overload - 2:48
9. You - 2:39
10. What Do I Get? - 2:24
11. Hell Is War - 1:42
12. Accessories By Molotov (remix) - 3:24
13. Corpse Of Decadence (remix) - 3:49

Accessories By Molotov aura droit à une relecture (Accessories By Molotov pt.2) sur End of Days (2016).

## Musiciens
- Cal (Kelvin Morris) : chant
- Bones (Tony Roberts) : guitare
- Rainy (Rufus Wrainright) : basse
- Tezz (Terry Roberts) : batterie, chœurs